# Our Town
Our Town – jednostka osadnicza w Stanach Zjednoczonych, w stanie Alabama, w hrabstwie Tallapoosa.